# Elachista tengstromi
Elachista tengstromi is een vlinder uit de familie grasmineermotten (Elachistidae). De wetenschappelijke naam is voor het eerst geldig gepubliceerd in 2001 door Kaila, Bengtsson, Sulcs & Junnilainen.
De soort komt voor in Europa.